# 元和 (北魏)
元和（5世紀—523年），字善意，河南郡洛阳县（今河南省洛阳市东）人，魏道武帝拓跋珪玄孙，都督雍秦梁益四州诸军事、征南大将军、开府、雍州刺史、武昌简王拓跋平原长子，北魏宗室、官员。

## 生平
拓跋平原去世后，元和继承了武昌王的爵位。当初，元和娶一位嫁到乙氏的公主女儿为王妃，生了儿子元显，元和轻视元显，因为公主的缘故，不能解除婚姻。元和因此愤恨，于是自己落发出家为僧。元和既然不爱元显的母亲，就放弃自己的儿子元显，将武昌王的爵位让给二弟元鉴，元鉴坚决推辞。公主因为自己的外孙不能承袭爵位，向魏孝文帝元宏申诉，魏孝文帝诏令准许元鉴去世后，让元显继承爵位，元鉴才接受爵位。魏孝文帝去世后，元和还俗，抛弃妻子儿女，娶了一个寡妇曹氏为妻。曹氏年纪很大，比元和大十五岁，携子女五人随元鉴前往齐州的历城，干扰元鉴的政务。元和、曹氏以及五个子女四处接受贿赂，元鉴都顺从他们的意思，他们说的也没有不听从的。
元鉴死后，元和与元鉴的长子元伯宗竞相请求承袭武昌王的爵位。尚书令高肇上奏说：“元和在太和年间出家为僧，将爵位让给元鉴。元鉴之后以元和的儿子元显已经成年，应该继承家业，请求将武昌王的爵位归还给正嫡。先朝诏令在元鉴去世后，听从他的请求。元鉴既然已经去世，元和请求继承爵位。恭谨的考索诏书旨意，是准许传给元和的儿子元显，不允许他本人袭爵。元和先让爵后求爵，违背了大道的根本，请命令元伯宗承袭爵位。”魏宣武帝元恪诏令说：“元和当初把爵位让给元鉴，而元鉴又让给元和的儿子，交相推让的道理，于是彰显。元和的儿子早逝，可以准许元和袭爵。”元和很快出任谏议大夫、兼任太子率更令，转任通直散骑常侍、兼任东中郎将。魏孝明帝元诩时，元和出任辅国将军、凉州刺史。
神龟二年（519年）九月，灵太后从容对中书舍人杨昱说：“现在皇帝年幼，我每天处理纷繁的政务，但是自己道德教化浅薄不能感化姻亲，他们在外面的作为不能让人满意，你有所见闻，千万不要隐瞒。”杨昱于是上奏扬州刺史李崇装载五车货物，恒州刺史杨钧打造银制食器十套，一并送给了灵太后的妹夫领军元乂。灵太后召见元乂和胡玄辉夫妻，哭泣着责备他们，元乂因此怨恨杨昱。元和是元乂的堂叔，他有个妹妹元氏是杨昱六叔杨舒的夫人，因为想要分家与杨昱的父亲杨椿有矛盾。当时正遇到瀛州百姓刘宣明谋反，事情被人察觉后逃亡。元乂让元和兄妹诬告杨昱藏匿刘宣明，并且说：“杨昱的父亲定州刺史杨椿，叔叔华州刺史杨津，都送去了三百套兵器，图谋不轨。”元乂又使这个罪名成立，派五百御前卫兵在夜间包围杨昱住宅，将杨昱收捕，结果一无所获。灵太后向杨昱询问情况，杨昱详细报告了被元氏怨恨的事。灵太后为杨昱松绑，判处元和以及元氏死刑。事后元乂营救他们，最终元和只是被免官，元氏也没有定罪。
很久之后，元和出任东郡太守。当初，东郡人孙天恩家有钱有势，曾经与元和争夺土地，派遣家奴将元和打的差点死掉。到元和出任东郡太守，他诬陷孙天恩与北方贼寇来往，孙天恩的父子兄弟同时被杀，孙家的资产田地住宅都被官府没收。孙天恩的同族想到朝廷去申诉冤情，因为元和是当朝权贵元乂的近亲，不敢上告。元和对东郡人说：“我想要做一州刺史也应该可以做得到。想到孙天恩这小人，痛入骨髓，所以乞求到东郡，来报复旧日的怨恨，以后不再寻求富贵了。”有见识的人说：“王将死在这里了。”正光四年（523年），元和在东郡去世，朝廷赠予安东将军、相州刺史。

## 家庭

### 兄弟姐妹
- 元鉴，北魏征虏将军、徐州刺史、武昌悼王
- 元荣，北魏羽林监
- 元亮，北魏威远将军、羽林监
- 元馗，北魏安西将军、北华州刺史、北华州都督
- 元氏，嫁北魏伏波将军、参太尉高阳王府事杨舒

### 夫人
- 乙氏
- 曹氏

### 子女
- 元显
- 元谦，北魏前军将军、征蛮都督、武昌王